# 神崎和也
神崎 和也（かんざき かずや、1928年 - 2018年1月13日）は、日本の空手家。東恩流第三代宗家。空手家としては「神崎 重和」を名乗った。

## 経歴
1928年（昭和3年）、福岡県京都郡豊津町（現・みやこ町）出身。
1952年(昭和27年)、24歳の時に東恩納寛量の高弟の許田重発と出会い弟子となった。
当初、なかなか入門を許してもらえず、毎日のようにお願いに通い、約一ヵ月後にして 「それでは、明日から始めようか。稽古は決して楽ではないよ」と、ようやく入門を許可されたという。
これは神崎の動機が気に入らなかったということであり、空手は喧嘩の道具ではない。人を傷つけるためのものではないと、こんこんと諭されたという。
許田重発の元で許田が没する1968年までの16年間、空手を修行した。神崎は師の死後、許田重発の三男許田重光と共に研鑽を積んだ。
二代宗家許田重光が逝去(許田重発の15年後、1983年頃)したことから東恩流を絶やさないため許田家の血縁ではないが三代宗家を名乗る。
神崎の空手は豪快かつ直線的であり、いわゆる剛柔を代表とする那覇手とはかなり風格が異なる。これは許田重発から受け継いだ東恩流を潤色なく保存継承したためと考えられる。
また、神崎は昔に比べて現在の方が、各会派、流派に垣根を作っていると感じており、子供たちに平安の型を教える等、会派、流派を超えた指導を行ない、許田と同じ道を歩み、あらゆる空手の技術を究めることに取り組んだ。